# Crater Rim Trail
Le Crater Rim Trail est un sentier de randonnée des États-Unis situé à Hawaï, sur le Kīlauea. Il permettait à l'origine de faire le tour de la caldeira du Kīlauea, du Kīlauea Iki et du Keanakākoʻi mais une partie de son tracé est fermé en raison du danger lié aux risques volcanique. Actuellement, il ne permet plus que de relier le Jaggar Museum et les bâtiments principaux de l'observatoire volcanologique d'Hawaï au début de la Chain of Craters Road via le centre des visiteurs du parc national des volcans d'Hawaï, le Volcano House et le tunnel de lave Thurston. Ainsi, sur les 18,7 kilomètres du sentier, seuls 11 sont ouverts au public.

## Parcours

Carte topographique de la caldeira du Kīlauea avec le Crater Rim Trail qui en fait le tour.

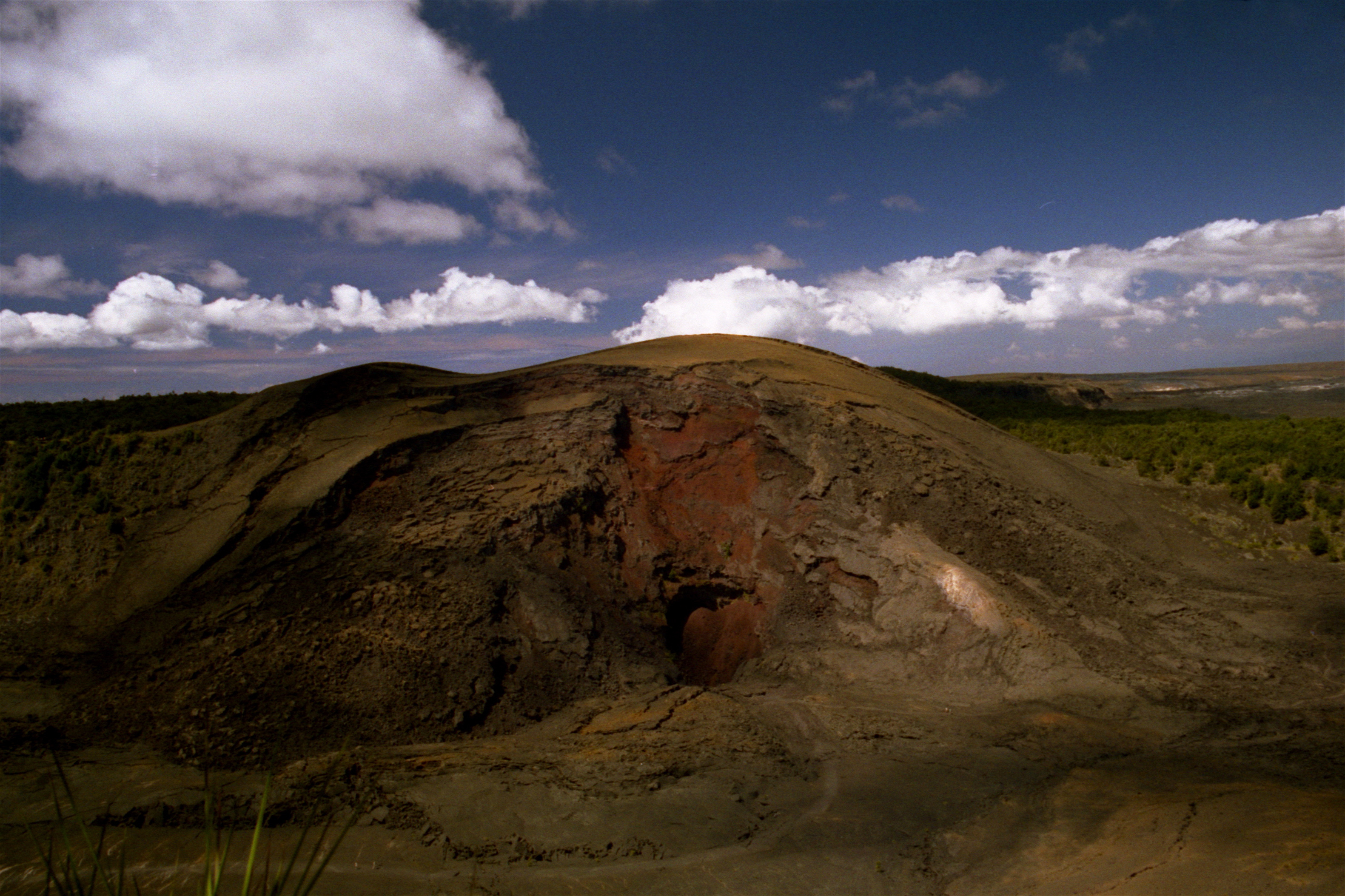
Vue du Puʻu Puaʻi, le cône volcanique du Kīlauea Iki, depuis le Crater Rim Trail sur le rebord Nord du cratère.

Le sentier forme une boucle autour de la caldeira du Kīlauea, du Kīlauea Iki et du Keanakākoʻi et suivant plus ou moins le tracé de la Crater Rim Road et en longeant sur une bonne partie de son parcours les parois des cratères. Il mesure ainsi 18,7 kilomètres de longueur. Il est en majorité inclus dans le district de Kaʻū du comté d'Hawaï à l'exception de son tronçon entre la Chain of Craters Road et le tunnel de lave Thurston qui se trouve dans celui de Puna.
En partant du centre des visiteurs du parc national des volcans d'Hawaï, il se dirige vers le sud-est via le Waldron Ledge, le rebord Nord-Est de la caldeira. Après 1,6 kilomètre, il atteint le rebord septentrional du Kīlauea Iki en débouchant sur le Kīlauea Iki Trail. Se dirigeant vers l'est sur 1,9 kilomètre, il traverse la Crater Rim Road, arrive au début du sentier du tunnel de lave Thurston et de là, il change d'orientation pour aller vers le sud puis l'ouest en traversant la forêt tropicale. Il coupe la Chain of Craters Road après 2,9 kilomètres, longe le rebord méridional du Keanakākoʻi et se connecte au Halemaʻumaʻu Trail qui traverse la caldeira après 3,7 kilomètres dans un paysage de plus en plus sec et de plus en plus marqué par les éruptions volcaniques. Il gravit ensuite le Holoholoakōela, l'un des rebords de la caldeira, prend une orientation nord-ouest, rencontre le début du Kaʻū Desert Trail qui traverse le désert de Kaʻū au sud-ouest, traverse à nouveau la Crater Rim Road et arrive à l'observatoire volcanologique d'Hawaï et au Jaggar Museum après 2,7 kilomètres, au niveau de sa connexion avec un petit sentier venant du nord-ouest et débutant à la Hawaii Route 11. Se dirigeant vers le nord-est puis l'est en suivant le rebord de la caldeira, il longe l'Uwēkahuna, le point culminant du Kīlauea, passe devant le Kilauea Military Camp et arrive au Steaming Bluff après 1,9 kilomètre. Là, le rebord septentrional de la caldeira présente de nombreuses fumerolles sur un kilomètre de longueur. À la sortie de ce passage, le Crater Rim Trail laisse sur sa gauche le sentier menant au Sulphur Banks, sur la droite le ʻIliahi Trail qui rejoint le Halemaʻumaʻu Trail ; il remonte la paroi du Waldron Legde et revient au centre des visiteurs.

## Tourisme

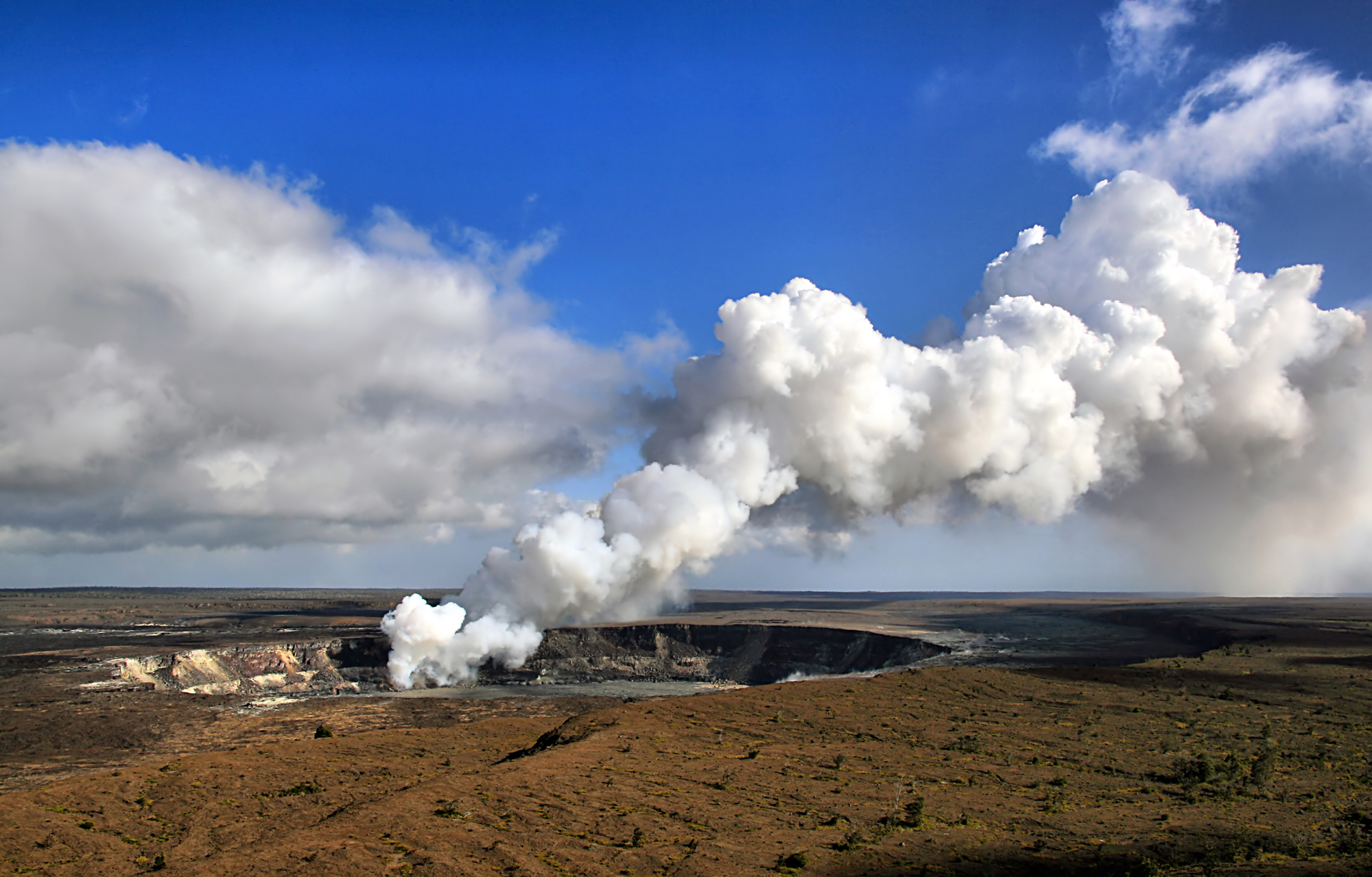
Vue du Halemaʻumaʻu et de son panache volcanique depuis la terrasse du Jaggar Museum accessible par le Crater Rim Trail.

Ce sentier relie l'ensemble des sites touristiques situés aux abords de la caldeira du Kīlauea : centre des visiteurs du parc national, Volcano House, Jaggar Museum, Steaming Bluff, Sulphur Banks, Kīlauea Iki, tunnel de lave Thurston, nombreux points de vue sur la caldeira sans compter les paysages traversés allant de la forêt tropicale aux étendues minérales marquées par les éruptions volcaniques,. Il sert aussi sur certains de ses tronçons à rejoindre d'autres sentiers de randonnée comme le Halemaʻumaʻu Trail. Des aménagements touristiques sont présents tout au long du sentier telles des aires de pique-nique sur le Waldron Ledge et l'Uwēkahuna.
Cependant, en raison de l'activité volcanique, 11 kilomètres du sentier sur les 18,7 au total, soit plus de la moitié, sont interdits d'accès. Les secteurs traversés sont en effet survolés par le panache volcanique du Halemaʻumaʻu qui est notamment chargé de soufre et de cendres volcaniques. Ces rejets interagissent avec l'eau de pluie et forment des pluies acides à l'origine du désert de Kaʻū situé au Sud-Ouest de la caldeira,. Ainsi, toute la partie Sud-Ouest du sentier est fermée, entre l'observatoire volcanologique d'Hawaï et le carrefour entre la Crater Rim Road et la Chain of Craters Road.